# Az Amerikai Egyesült Államok tagállamainak listája közkedvelt elnevezésük szerint
| Állam                | Becenév                                   |
| -------------------- | ----------------------------------------- |
| Alabama              | - Heart of Dixie - Yellowhammer State     |
| Alaszka              | - Last Frontier                           |
| Arizona              | - Grand Canyon State                      |
| Arkansas             | - Natural State                           |
| Colorado             | - Centennial State                        |
| Connecticut          | - Constitution State                      |
| Delaware             | - First State                             |
| Dél-Dakota           | - Mount Rushmore State                    |
| Dél-Karolina         | - Palmetto State                          |
| District of Columbia |                                           |
| Észak-Dakota         | - Peace Garden State                      |
| Észak-Karolina       | - Tar Heel State                          |
| Florida              | - Sunshine State                          |
| Georgia              | - Empire State of the South - Peach State |
| Hawaii               | - Aloha State                             |
| Idaho                | - Gem State                               |
| Illinois             | - Prairie State                           |
| Indiana              | - Hoosier State                           |
| Iowa                 | - Hawkeye State                           |
| Kalifornia           | - Golden State                            |
| Kansas               | - Sunflower State                         |
| Kentucky             | - Bluegrass State                         |
| Louisiana            | - Pelican State                           |
| Maine                | - Pine Tree State                         |
| Maryland             | - Old Line State                          |
| Massachusetts        | - Bay State                               |
| Michigan             | - Great Lakes State                       |
| Minnesota            | - North Star State                        |
| Mississippi          | - Magnolia State                          |
| Missouri             | - Show Me State                           |
| Montana              | - Treasure State                          |
| Nebraska             | - Cornhusker State                        |
| Nevada               | - Silver State                            |
| New Hampshire        | - Granite State                           |
| New Jersey           | - Garden State                            |
| New York             | - Empire State                            |
| Nyugat-Virginia      | - Mountain State                          |
| Ohio                 | - Buckeye State                           |
| Oklahoma             | - Sooner State                            |
| Oregon               | - Beaver State                            |
| Pennsylvania         | - Keystone State                          |
| Rhode Island         | - Ocean State                             |
| Tennessee            | - Volunteer State                         |
| Texas                | - Lone Star State                         |
| Új-Mexikó            | - The Land of Enchantment                 |
| Utah                 | - Beehive State                           |
| Vermont              | - Green Mountain State                    |
| Virginia             | - Old Dominion                            |
| Washington           | - Evergreen State                         |
| Wisconsin            | - Badger State                            |
| Wyoming              | - Equality State                          |